# は行
是指在日語五十音圖中的第六行。中有三個的假名發音以清喉擦音/h/為首，包括、三個假名。另有顎化的，以清硬顎擦音/ç/為首，以及保留古行發音方式的，以清雙唇擦音/ɸ/為首。此行有全濁音，發音以濁雙唇塞音/b/為首，包含、等五個假名。此外此行也有半濁音，發音以清雙唇塞音/p/為首，包含、等五個假名。
 -  -  -  -  -  -  -  -  - -  -  -  -  - 